# شيرين بلاغ (ميانة)
شيرين‌ بلاغ هي قرية في مقاطعة ميانة، إيران. عدد سكان هذه القرية هو 133 في سنة 2006.